# ریشه‌دندان
ریشه‌دندان (نام علمی: Rhizodus) نام یک سرده از تیره ریشه‌دندان‌سانان است.